# Agnieszka Skowrońska (ekonomistka)
Agnieszka Ewa Skowrońska (ur. 29 listopada 1973) – polska ekonomistka, dr hab. nauk ekonomicznych, profesor nadzwyczajny Katedry Zarządzania Strategicznego i Logistyki Wydziału Zarządzania Uniwersytetu Ekonomicznego we Wrocławiu.

## Życiorys
W 1999 ukończyła studia ekonomiczne w Akademii Ekonomicznej im. Oskara Langego we Wrocławiu, 27 czerwca 2003 obroniła pracę doktorską Zasoby ludzkie w zarządzaniu łańcuchami logistycznymi, 1 lipca 2011 habilitowała się na podstawie pracy zatytułowanej Rola polityki logistycznej państwa we wdrażaniu zrównoważonego rozwoju. Jest zatrudniona na stanowisku profesora nadzwyczajnego w Katedrze Zarządzania Strategicznego i Logistyki na Wydziale Zarządzania Uniwersytetu Ekonomicznego we Wrocławiu.
Była prodziekanem na Wydziale Ekonomii, Zarządzania i Turystyki Uniwersytetu Ekonomicznego we Wrocławiu.